# ایساهاک ایساهاکیان (شاعر)
ایساهاک گئورگی ایساهاکیان (ارمنی: Իսահակ Գևորգի Իսահակյան؛ انگلیسی: Isahak Isahakean زادهٔ ۱۸۹۳ - درگذشته ۳۱ ژانویه ۱۹۱۶)، شاعر اهل ارمنستان بود.

## زندگی‌نامه
وی در ۱۶ ژوئیه ۱۸۹۳ در کارین به دنیا آمد و در آلکساندراپول (گیومری فعلی) و مدرسه نظامی در تفلیس تحصیل نمود. وی پسر عموی آوتیک ایساهاکیان بود.  وی در ۳۱ ژانویه ۱۹۱۶ در سن سالگی در کارین در جریان یک عملیات در جبهه روسیه-ترکیه جنگ جهانی اول کشته شد.

## نگارخانه

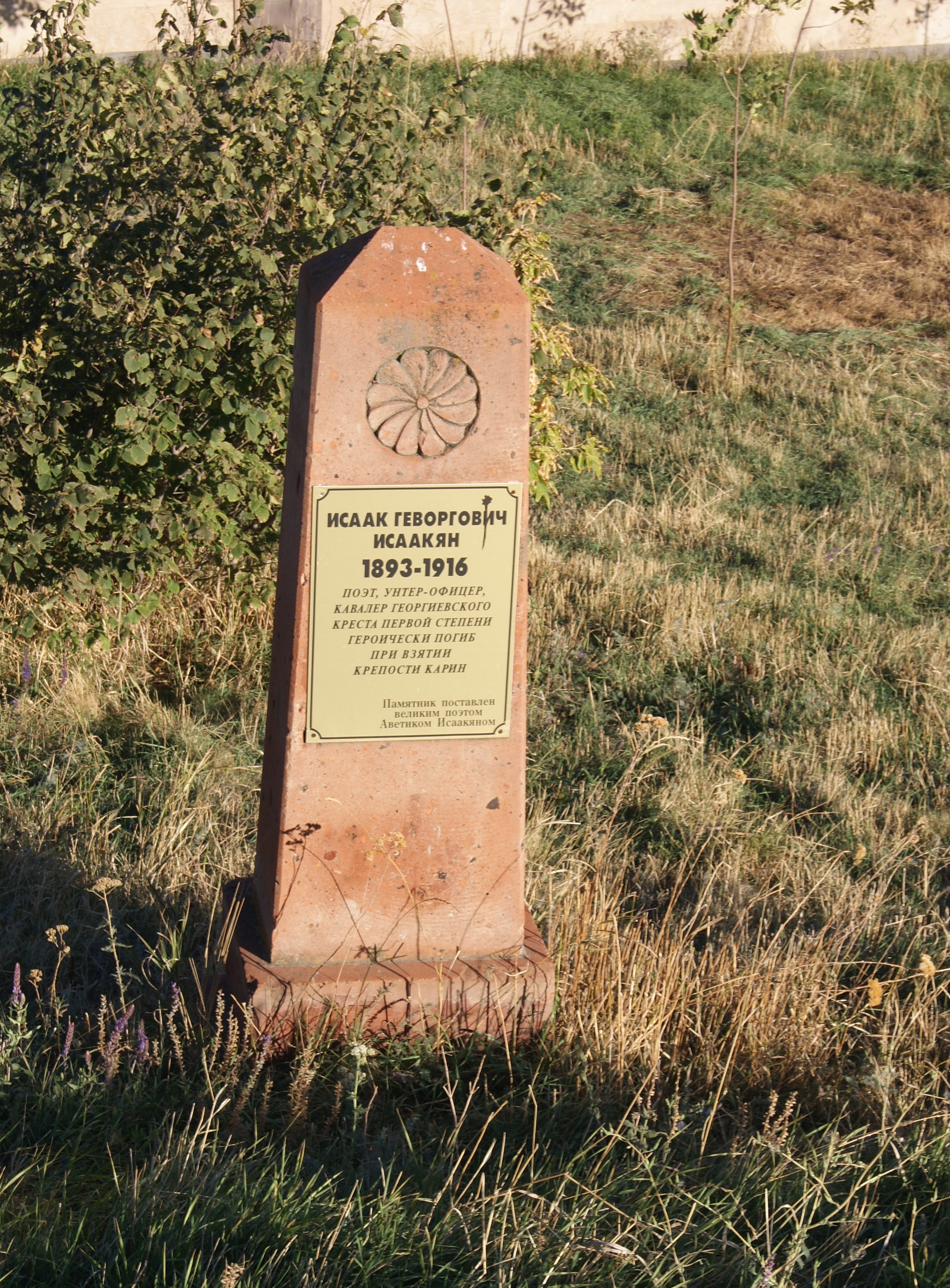